# Volo Taban Air 6437
Il volo Taban Air 6437 era un collegamento di linea nazionale che il 24 gennaio 2010 si schiantò al suolo durante la fase di atterraggio a Mashhad, in Iran. Tutte le 170 persone a bordo riuscirono a fuggire dall'aereo in fiamme senza morire. La maggior parte dei passeggeri erano pellegrini diretti al mausoleo dell'Imam sciita Reza.

## L'aereo
L'aeromobile coinvolto era un Tupolev Tu-154M con registrazione RA-85787. Aveva effettuato il suo primo volo nel 1993.

## L'incidente
Il volo 6437 era operato dalla Kolavia a nome della Taban Air. Partito da Abadan era diretto a Mashhad, ma a causa delle cattive condizioni meteorologiche effettuò uno scalo tecnico all'aeroporto di Isfahan. Ripartito la mattina seguente, l'aereo trovò nuovamente pessime condizioni di visibilità al momento dell'atterraggio. Il volo era in attesa sopra l'aeroporto quando un passeggero si sentì male; l'equipaggio decise di dichiarare emergenza medica e di atterrare nonostante le pessime condizioni meteo, essendo la pista 31R dotata di ILS. Durante l'atterraggio, la coda strisciò sull'asfalto portando l'aereo fuori pista, il carrello anteriore ha ceduto, l'ala destra colpì il terreno e prese fuoco. Tutti i passeggeri e l'equipaggio riuscirono a salvarsi , si registrarono comunque 42 feriti. Il METAR al momento dell'incidente era OIMM 240350Z 00000KT 0200 FG VV002 02/02 Q1021 A3017.

## Le indagini
L'Autorità dell'Aviazione Civile Iraniana aprì un'inchiesta sull'accaduto. Il Certificato di Operatore Aereo della Taban Air venne sospeso. Il 26 gennaio 2010 venne annunciato che l'Interstate Aviation Committee si era unito all'inchiesta.
Il rapporto finale sull'incidente è stato pubblicato il 28 dicembre 2012, indicando come unica causa un errore del pilota.